# Stenopsyche sachalinensis
Stenopsyche sachalinensis är en nattsländeart som beskrevs av Matsumura 1931. Stenopsyche sachalinensis ingår i släktet Stenopsyche och familjen Stenopsychidae. Inga underarter finns listade i Catalogue of Life.